# Дело рядового Сычёва
Дело рядового Сычёва — судебное разбирательство, происходившее в связи с издевательствами сослуживцев над российским военнослужащим срочной службы Андреем Сергеевичем Сычёвым в период его службы в 2006 году в Вооружённых силах России, в результате которых он стал инвалидом.
Дело имело значительные политические последствия, выразившиеся в отставке высокопоставленных лиц и изменении расстановки сил перед президентскими выборами в России 2008 года.

## Обстоятельства дела
Андрей Сычёв (род. 24 ноября 1986, Краснотурьинск, РСФСР, СССР) проходил в 2005—2006 годах службу по призыву в батальоне обеспечения Челябинского танкового училища. Служил в звании рядового.
В новогоднюю ночь 2006 года Сычёв подвергся издевательствам со стороны сержанта Сивякова, который, находясь в состоянии алкогольного опьянения, заставил потерпевшего в ночь на 1 января несколько часов просидеть в позе «глубокого полуприседа». Из-за начавшихся после этого у рядового Сычёва тромбофлебита, гангрены и сепсиса врачи челябинской больницы скорой помощи ампутировали ему нижние конечности и половые органы.

«Следствием установлено, что в ночь на 1 января 2006 года Сивяков, находившийся в состоянии алкогольного опьянения, с целью глумления и издевательства заставлял рядового Андрея Сычёва в течение трёх часов находиться в состоянии полуприседа, нанося ему удары по ногам. „В результате этого насилия у потерпевшего возникло позиционное сдавливание нижних конечностей и половых органов, что привело к развитию гангренозного воспаления“, — сообщили в прокуратуре. В результате в январе Сычёву были ампутированы обе ноги». 
Данное происшествие получило широкую огласку после того, как один из врачей челябинской больницы связался с председателем челябинского Комитета солдатских матерей Людмилой Зинченко, а уже она сообщила об этом матери Андрея Сычёва — Галине Павловне.
Мать Андрея, Галина Павловна, позвонила ему 3 января, чтобы поздравить с Новым годом. В части его быстро позвали к телефону. Когда мать спросила, как у него дела, он сказал, что дела плохи, что его везут в больницу. В военном госпитале, куда Андрея сначала отправили, матери сказали, что до 10-го числа его смотреть никто не будет — праздники. А уже 7 января матери позвонил хирург из Челябинска и сказал, чтобы она быстрее приезжала, поскольку Андрей может не дожить до завтрашнего дня.
В результате нарушения кровообращения в нижней части тела и несвоевременной медицинской помощи у Сычёва развилась гангрена, и врачам из реанимационного отделения Челябинской городской больницы № 3 пришлось ампутировать ему обе ноги, половые органы и палец на руке.
Министр обороны РФ Сергей Иванов узнал о случившемся от журналистов лишь спустя длительное время. Когда ему на пресс-конференции был задан вопрос о том, что же произошло в Челябинске, он с уверенностью заявил, что, по всей видимости, «ничего серьёзного не произошло», так как «иначе ему бы доложили». Это заявление было воспринято общественностью с недоумением.
28 января 2006 года у здания Министерства обороны в Москве была проведена несанкционированная акция под названием «Собрание небезразличных людей» в поддержку Андрея Сычёва.
Тем временем в ходе аналогичной акции в Екатеринбурге перед зданием военной прокуратуры Приволжско-Уральского военного округа были задержаны три активиста Национал-большевистской партии.
7 февраля Сычёв был перевезён в Москву, в военный госпиталь имени Бурденко. По словам врачей, состояние Сычёва было по-прежнему тяжёлое, но стабильное.
17 апреля Сычёв переведён из реанимации в обычную палату.
23 апреля в прессе появились сообщения о том, что предварительное следствие по уголовному делу завершено. В ходе следствия под стражу был взят младший сержант Александр Сивяков, непосредственно издевавшийся над Сычёвым. Ему предъявлено обвинение по статье «превышение должностных полномочий, повлёкшее тяжкие последствия».
В мае состояние Сычёва снова ухудшилось. В конце месяца из-за отказа почки Андрей был вновь переведён в реанимацию.
13 июня 2006 года в Челябинском гарнизонном суде состоялись предварительные слушания по этому делу, которые прошли за закрытыми дверями. Защита Сивякова заявила ходатайство о переносе рассмотрения дела в Москву, в том числе для получения возможности использования непосредственных показаний потерпевшего. Ходатайство было отклонено. Рассмотрение дела по существу на открытом заседании суда в Челябинске назначено на 27 июня.
27 июня начато рассмотрение дела. В данном процессе в качестве обвиняемых привлечены трое. Младший сержант Александр Сивяков обвинялся по части 3 статьи 286 («Превышение должностных полномочий с применением насилия или угрозы его применения») УК РФ. Статья предусматривает наказание в виде лишения свободы на срок от трех до десяти лет. Рядовые Кузьменко и Билимович обвинялись по части 2 статьи 335 («нарушение уставных правил взаимоотношений между военнослужащими при отсутствии между ними отношений подчиненности») УК РФ. Статья предусматривает наказание в виде лишения свободы на срок до пяти лет. Государственное обвинение потребовало для Сивякова наказания в виде 6 лет лишения свободы, а для Билимовича и Кузьменко, соответственно, 1,5 года и 1 год лишения свободы.
В ходе рассмотрения дела шестеро свидетелей обвинения отказались от первоначальных показаний и заявили, что при проведении следствия работники военной прокуратуры оказывали на них психологическое давление и даже били, добиваясь показаний против Сивякова. По заявлениям некоторых других свидетелей, к ним приезжали некие «генералы из Москвы», которые убеждали отказаться от показаний против обвиняемых.
26 сентября 2006 года челябинский военный гарнизонный суд вынес приговор по делу. Александр Сивяков осуждён к 4 годам лишения свободы с лишением права занимать командные должности в течение трёх лет и лишением воинского звания. Он признан виновным по 5 эпизодам по ст. 286 ч. 3 (превышение должностных полномочий, повлёкшее тяжкие последствия) пункт «а» УК РФ, а также по одному эпизоду избиения А. Сычёва по ст. 286 ч. 3 пункты «а, в». Павел Кузьменко и Геннадий Билимович признаны виновными по ст. 335 ч. 2 пункты «б, в» и приговорены к лишению свободы условно с испытательным сроком на 1 год. Представители потерпевшего обжаловали приговор, как слишком мягкий. Адвокаты Сивякова также обжаловали приговор, поскольку, по их мнению, вина обвиняемых не доказана. После рассмотрения всех апелляций приговор оставлен в силе.

## Дело Сычёва и российская политика
В мае 2005 года между Главной военной прокуратурой (ГВП), которую возглавлял Александр Савенков, и министерством обороны (министр обороны Сергей Иванов) вспыхнул конфликт — Александр Савенков объявил о росте «дедовщины» в войсках и о «неблагополучной кадровой ситуации» в армии. Сергей Иванов в ответ заявил, что военные не получают помощи от ГВП в раскрытии преступлений, а также обвинил ГВП в чрезмерном количестве генералов (в десять раз выше, чем в среднем по силовым структурам).
Волна взаимных претензий достигла кульминации в ходе расследования дела Сычёва. Сергей Иванов давал понять, что дело во многом инспирировано ГВП: «Есть силы, которые ставят перед собой цель нажить сомнительный политический капитал на существующих армейских проблемах». Главнокомандующий сухопутных войск Алексей Маслов, возглавлявший комиссию Министерства обороны по делу Сычёва, обвинил ГВП в «превышении служебных полномочий должностными лицами, которые пытаются различными способами выбивать признательные показания у подозреваемых».
В разгар судебного процесса по делу Сычёва руководство Генпрокуратуры было радикально обновлено, Устинову и Савенкову пришлось уйти в отставку.
Пришедший на смену Устинову Юрий Чайка 4 августа 2006 года на коллегии ГВП заявил, что «в последние годы Главная военная прокуратура выступала по отношению к армии как отстранённый наблюдатель и излишне политизировала некоторые острые проблемы», выступая с «позиции откровенной конфронтации с органами военного управления вместо консолидации и взаимодействия в работе».
По мнению Михаила Зыгаря, изложенному в книге «Вся кремлёвская рать», дело рядового Сычёва, бурное раскручивание его прокуратурой и широкий негативный общественный резонанс вокруг этой истории стали одной из причин, что Путин в 2008 году предпочёл выбрать в качестве своего преемника на следующий президентский срок Дмитрия Медведева, а не Сергея Иванова, опережавшего Медведева по рейтингам.

## Дальнейшая судьба Сычёва
По состоянию на 2014 год, Андрей Сычёв проживал вместе с матерью и родственниками в селе Щелкун, в 60 км от Екатеринбурга, получает пенсию по инвалидности. Новый двухэтажный коттедж был приобретён семьёй на деньги, вырученные от продажи квартиры в областном центре, которую предоставило Министерство обороны РФ в качестве извинений и компенсации за утраченное в армии здоровье. До 2013 года Андрей работал видеомонтажёром на удалённом доступе в РИА Новости; однако после преобразования агентства в МИА «Россия сегодня» Сычёв в новый штат не попал. По состоянию на 2024 год работает в хостеле «Лондон» города Екатеринбурга, которым владеет его сестра.